# Andrew Neu
Andrew Frederick Leonard Neu (St. Louis, 20 giugno 1873 – St. Louis, 16 luglio 1959) è stato un ginnasta e multiplista statunitense.

## Carriera
Neu partecipò ai Giochi olimpici di Saint Louis 1904 nelle gare di triathlon e ginnastica. Giunse quinto nel concorso a squadre, ventitreesimo nel concorso generale individuale, sedicesimo nel triathlon e quarantesimo nel concorso a tre eventi.